# Hasmațuchi
Hasmațuchi (asmațuchi, asmățui, hașmaciucă; Anthriscus sylvestris) este o plantă erbacee, plăcut mirositoare, cu flori albe, uneori gălbui, dispuse în umbele mici. 
Este o plantă bianuală și face parte din familia Apiaceae, fiind înrudit cu pătrunjelul și cu morcovul. Este folosit în anumite zone din Moldova la unele preparate culinare, atât în stare proaspătă (la salate) precum și uscată (ciorbe etc.), având un gust acrișor-amărui specific.

## Descriere
Tulpina este ierboasă, moale, crește până la 60-70 de cm înălțime, frunzele sunt fragile cu un aspect lucios, florile sunt mici albe, așezate în buchețele în vârful tulpinii.

## Preparate
Rădăcina de hasmațuchi conține podofilotoxină, substanță studiată pentru proprități anticanceroase.

## Galerie

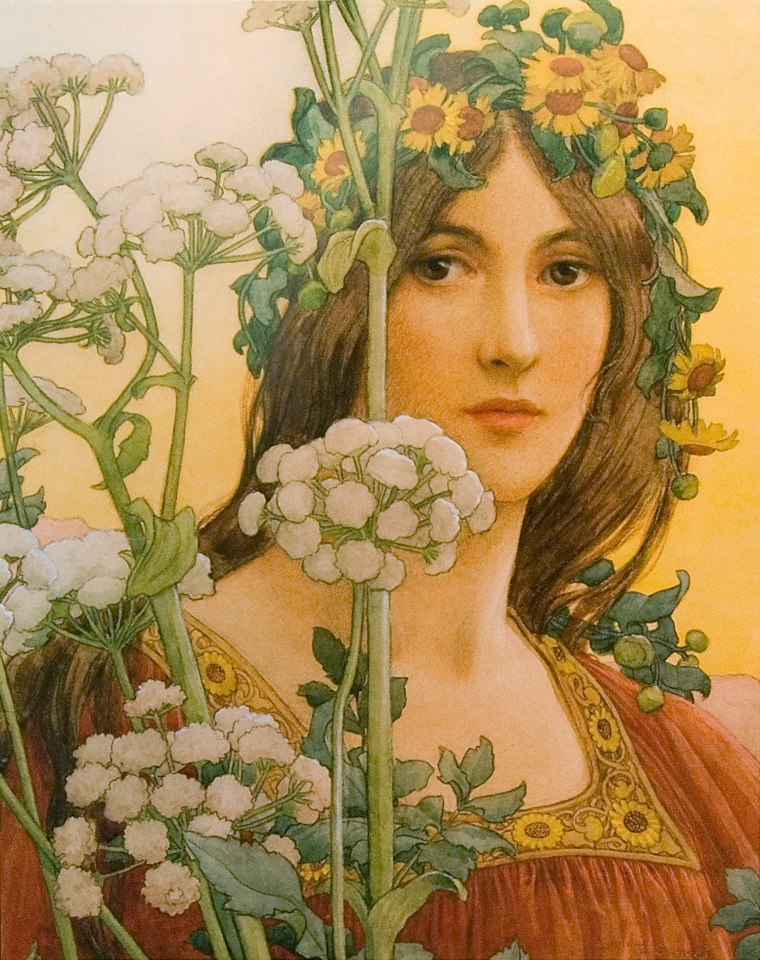
Élisabeth Sonrel, Maica Domnului cu hasmațuchi, 1923.